# اسماعیل رسالوو
اسماعیل رسالوو (انگلیسی: Ismael Rescalvo؛ زادهٔ ۲ مارس ۱۹۸۲) بازیکن فوتبال اهل اسپانیا است.
از باشگاه‌هایی که در آن بازی کرده‌است می‌توان به باشگاه فوتبال لوانته اشاره کرد.